# Costa de Perenllong
La Costa de Perenllong és una costa de muntanya del terme municipal de Conca de Dalt, al Pallars Jussà, dins de l'antic terme d'Hortoneda de la Conca, a l'àmbit de l'antic poble d'Herba-savina.
Està situades al sud-oest d'Herba-savina, a la dreta del riu de Carreu, a llevant de Prat la Vall. És al sud-est del Serrat des Bigues i a ponent de l'extrem meridional del Serrat de Planers, al nord del Camí de Carreu.